# Ngadilangkung
Ngadilangkung is een bestuurslaag in het regentschap Malang van de provincie Oost-Java, Indonesië. Ngadilangkung telt 6783 inwoners (volkstelling 2010).